# Grzimek (Film)
Grzimek ist ein zweiteiliger deutscher biografischer Fernsehfilm von Roland Suso Richter aus dem Jahr 2015. Er zeichnet das Leben des Zoologen Bernhard Grzimek (1909–1987) nach. In der Hauptrolle spielt Ulrich Tukur. Barbara Auer, Katharina Schüttler und Jan Krauter sind in tragenden Rollen besetzt. Seine Premiere hatte der Zweiteiler am 3. April 2015 auf Das Erste, einen Tag später erschien er auf DVD und Blu-ray.

## Handlung
Der Film beginnt direkt nach Kriegsende 1945. Tierarzt Bernhard Grzimek kämpft für das Weiterbestehen des Frankfurter Zoos in der zerstörten Stadt und sieht sich dazu gezwungen, dessen Direktorat zu übernehmen, tatkräftig unterstützt von seiner begeisterten Frau Hildegard. Der große Erfolg des wiederaufgebauten Zoos gibt ihm die Möglichkeit, in Film und Fernsehen für die Bedeutung von Tier- und Naturschutz zu werben. Höhepunkte dieses Schaffens sind die Fernsehsendung Ein Platz für Tiere sowie der in Afrika gedrehte Dokumentarfilm Serengeti darf nicht sterben, mit dem er 1960 den Oscar gewinnt. Auch danach findet Grzimek immer wieder Wege, die Öffentlichkeit mit Missbrauch und Ausnutzung von Tieren zu konfrontieren, und ruft zu einem bewussteren Umgang mit Tieren auf.
Im Gegensatz dazu legt der Film Grzimeks Schwierigkeiten im privaten Bereich offen. Seine erste Ehefrau Hildegard hat nicht nur unter der großen Arbeitslast ihres Mannes zu leiden, sondern auch unter einigen außerehelichen Affären. So herzlich Grzimek seinen leiblichen Sohn Michael liebt, so wenig findet er Zugang zu seinem Adoptivsohn Thomas. Der Unfalltod Michaels während der Dreharbeiten zu „Serengeti darf nicht sterben“ belastet nicht nur Grzimek persönlich, sondern auch seine Ehe schwer, da seine Frau ihm große Vorwürfe macht. Grzimek stellt den Film gemeinsam mit Michaels Witwe Erika fertig, zu der sich eine Beziehung entwickelt, an der die Ehe mit Hildegard endgültig scheitert und die zu unversöhnlichem Hass zwischen den beiden Frauen führt. Der permanent zurückgesetzte Thomas rutscht in die Kriminalität ab und nimmt sich 1980 im Alter von 30 Jahren das Leben. Grzimek heiratet Erika und adoptiert deren Söhne, seine Enkel, als Kinder.
1987 stirbt Grzimek in Frankfurt und wird neben seinem Sohn Michael in Afrika beigesetzt.

## Kritik
epd film urteilte, dass der Film „etwas mühsam in die Gänge“ komme, aber Grzimeks Lebensleistung würdige, ohne ihn als Helden zu verehren; Barbara Auer verkörpere die von ihr gespielte Figur glaubwürdig.